# Эфендиев, Октай Зия оглы
Октай Зия оглы Эфендиев (азерб. Oqtay Ziya oğlu Əfəndiyev, укр. Октай Зія огли Ефендієв; род. 27 февраля 1966, Кахи, Азербайджанская ССР) — украинский бизнесмен азербайджанского происхождения. Меценат. Общественный деятель. Президент ФК «Нива» (Бузовая), при руководстве которого стала чемпионом Киевской области и победителем Второй лиги 2022/2023.

## Биография
Родился 27 февраля 1966 года в селе Кахи Гахского района Азербайджанской ССР.
Окончил Киевский технологический институт легкой промышленности по специальности «инженер-технолог». С 1984 по 1986 год проходил службу в советской армии.
В 1994 году основал компанию «Поділ Реставрація», которая занималась реконструкцией исторических зданий Киева. В настоящее время компания занимается реставрацией, строительством, арендой и проектированием.
С 2000 по 2006 год возглавлял Конгресс Азербайджанцев Украины. Долгое время являлся членом Совета национальных меньшинств при Президенте Украины.
В 2008 году основал благотворительный фонд «Віра в майбутнє», который занимался строительством детских домов, больниц, и оказывал помощь людям, оказавшимся в тяжелом положении.
В 2019 году стал президентом ФК «Нива» (Бузовая). При его руководстве команда одержала победу во Второй лиге Украины по футболу 2022/2023, выиграла кубок Киево-Святошинского района (2020), Киевской области (2021). Зимой 2023 года победила в Мемориале Макарова.
С началом российского вторжения в Украину вместе с членами ФК «Нива» эвакуировал людей из захваченных окрестностей Киева, обеспечил разрушенные войной учебные заведения новыми оборудованием и учебниками, затем перечислил в фонд помощи украинской армии миллионы гривен.

## Награды
- Орден «Слава» (13 марта 2006) — за деятельность в области солидарности азербайджанцев мира[17]
- Почётный гражданин Киева (27 февраля 2006) — за заслуги в развитии и укреплении дружественных связей между Киевом и Азербайджанской Республикой[18]